# IDisk
iDisk fue un servicio de almacenamiento en línea ofrecido por Apple como parte de su paquete de Servicios "en la nube" MobileMe. iDisk ofrecía a los usuarios la posibilidad de almacenar sus fotos digitales, películas y archivos personales en línea de forma que pudiesen ser accesibles remotamente. Con una suscripción estándar a MobileMe, el usuario recibía un iDisk de 20 GB, si bien era posible comprar más espacio si era necesario.
iDisk se integraba completamente con el Finder y la interfaz de Mac OS X. Se podía acceder a él como un disco duro más y ofrecía además la posibilidad de guardar copias de los archivos de iDisk offline para sincronizarlos más tarde. iDisk también contaba con una completa integración con el iPhone y disponía de una aplicación específica para la consulta y descarga de los archivos almacenados en el dispositivo virtual.
Desde el año 2000 hasta el 2002, iDisk era gratuito para los usuarios de Mac a través de iTools, un grupo de servicios que se integraban en .Mac. Estos fueron sustituidos en el año 2011 por MobileMe.
El paquete MobileMe incluía también la aplicación BackUp, una utilidad que permitía a los usuarios hacer una copia de seguridad de sus archivos a través de iDisk. Este software también podía ser usado para restaurar dichas copias de seguridad en cualquier disco duro.
El servicio acabó en el año 2012, cuando MobileMe fue cerrado en favor del nuevo servicio en la nube de Apple, iCloud, que, a pesar de no contar con un servicio homónimo, permite subir documentos, fotos, y backups de aplicaciones en la nube de forma transparente.
- Datos: Q1935610